# 外貨預金
外貨預金（がいかよきん）とは、一般に、外貨建ての預金のこと。また、外貨資金運用を補強するため、政府が手持ちの外貨の一部を、外国為替銀行に預金すること。また、その預金・外貨預託のことである。

## 日本での経緯
1990年代後半、バブル崩壊により日本銀行の低金利政策やゼロ金利政策、不良債権処理に追われた銀行の預金金利が低かったこと、国内の銀行の格付けが低下したこと、公的債務の増大による信用不安により、外国銀行の在日支店の広告が資産家向け情報誌に掲載されたことにより、注目を浴びることとなった。
1998年に金融ビッグバンでの外国為替銀行法の廃止により、あらゆる普通銀行において取扱いが可能となった。
近年は為替コスト・手数料などが外貨預金より安いという理由でFX（外国為替証拠金取引）に押されつつある。ただしFXにおいては、2007年のサブプライムローンの影響による米ドル暴落に伴い、信託銀行などに信託分別管理をしていないFX業者が破綻して証拠金が戻ってこないケースなどが散見される。それと比較すれば、外貨預金の場合は元本割れしても預金が戻ってくる可能性が高い（預金保険法の対象外である為に銀行が破綻した場合には預金が戻ってこないという多少のリスクはある）。しかしながら2010年4月より相対取引業者を含め、日本の業者が運営するFXの信託保全が義務化されたため、この問題はほぼ解決したと思われる。